# Ivar Lo-Johanssons personliga pris

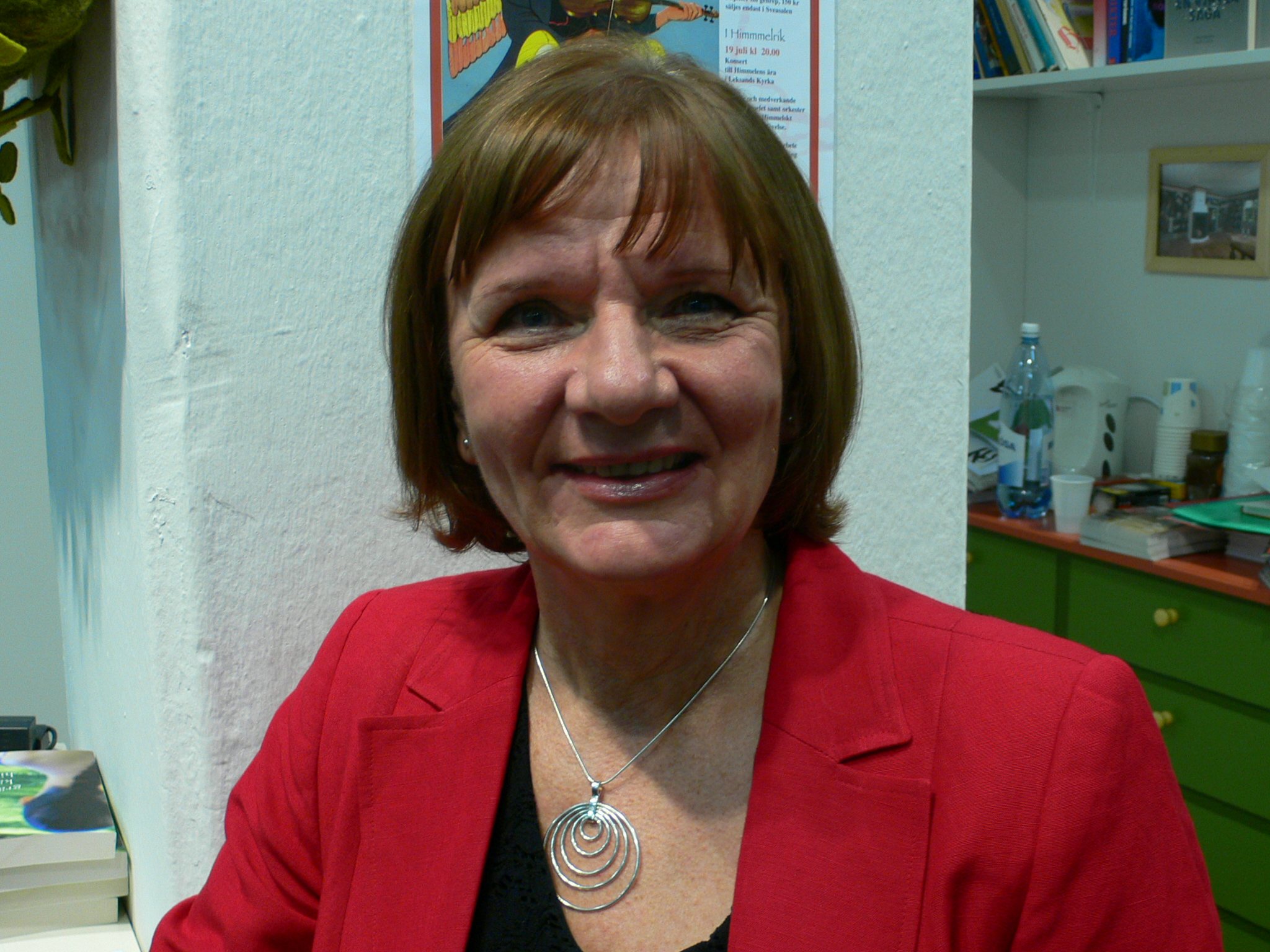
Aino Trosell, pristagare 1994

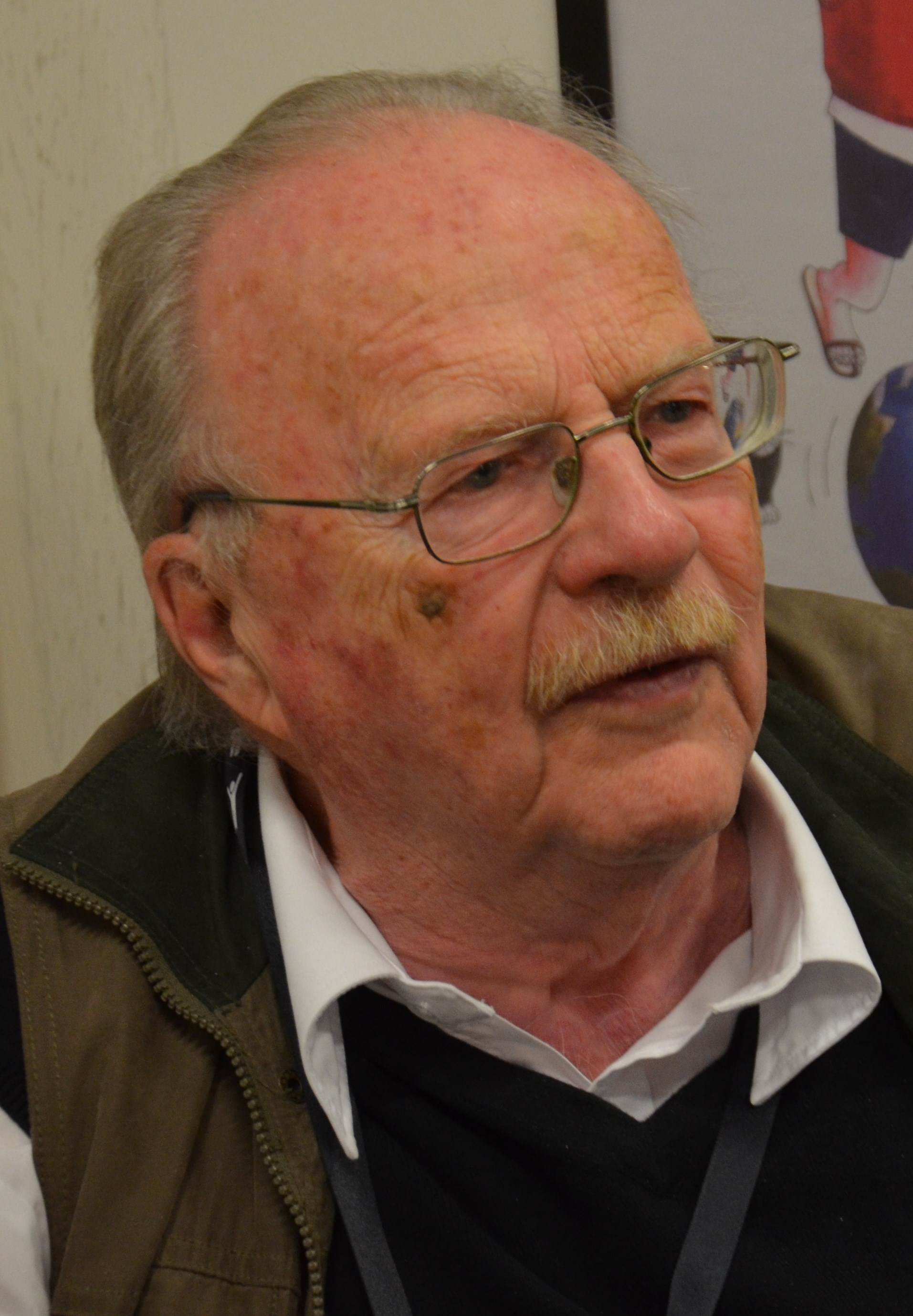
Jan Myrdal, pristagare 2002

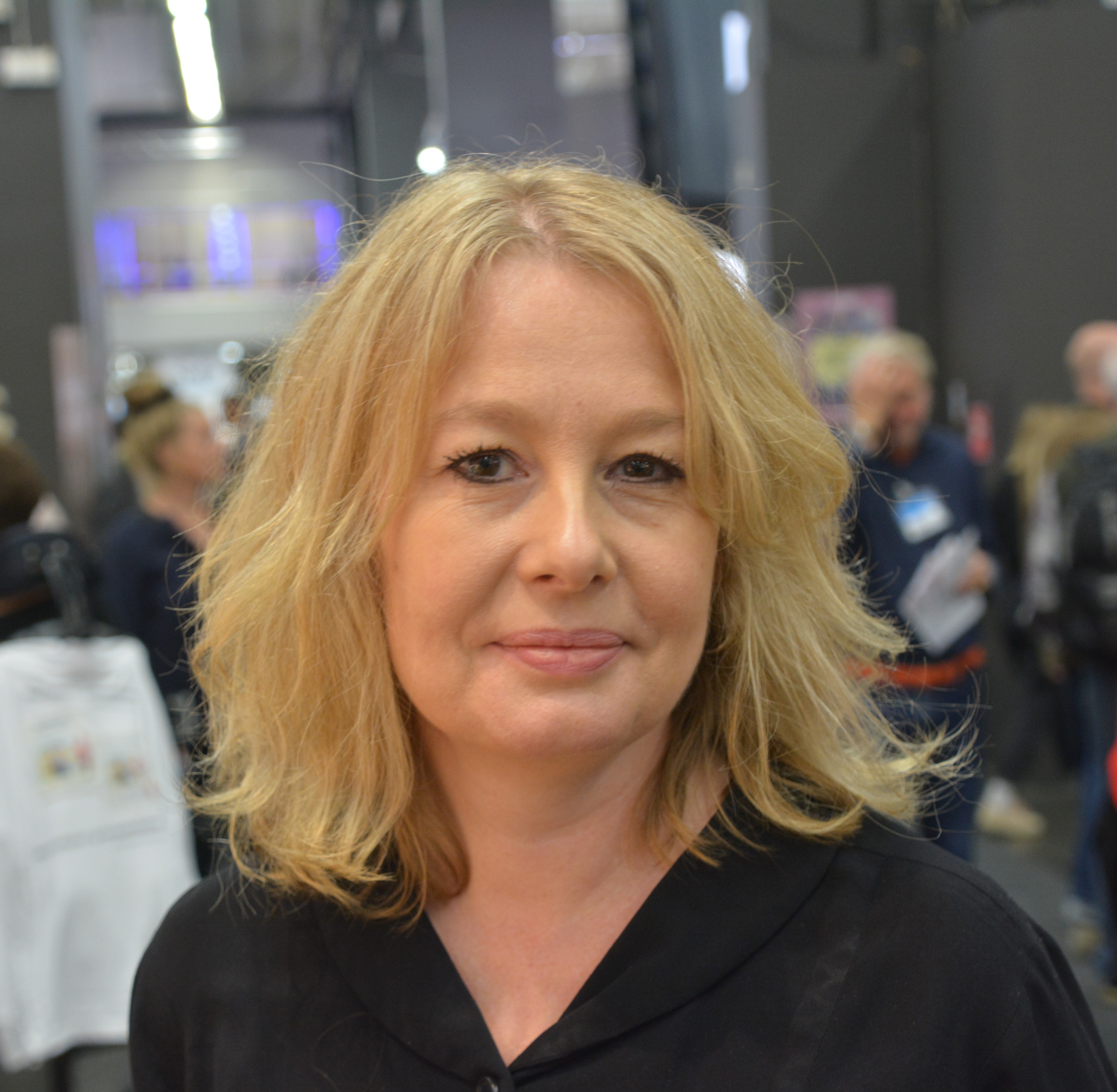
Åsa Linderborg, pristagare 2008

Ivar Lo-Johanssons personliga pris är ett litterärt pris på 330 000 kronor (2014) som utdelas av Stiftelsen Ivar Lo-Johanssons Författarfond där representanter från Sveriges Författarförbund, ABF och Svenska Akademien ingår. Priset är instiftat av Ivar Lo-Johansson och fanns inskrivet i hans testamente. Priset delas ut på Ivar Lo-Johanssons födelsedag 23 februari och samordnas med LO:s Ivar Lo-priset. Vart tredje år ska priset tilldelas ett litteraturvetenskapligt verk om arbetarlitteratur. Priset var vilande mellan åren 2015 och 2021.

## Pristagare
- 1991 – Fred Eriksson, Bo Masser
- 1992 – Lars Ahlin
- 1993 – Lars Furuland
- 1994 – Aino Trosell
- 1995 – P.O. Enquist
- 1996 – Philippe Bouquet och Stig-Lennart Godin
- 1997 – Inger Edelfeldt
- 1998 – Kjell Johansson
- 1999 – Ola Holmgren
- 2000 – Birgitta Trotzig
- 2001 – Sara Lidman
- 2002 – Jan Myrdal
- 2003 – Ove Allansson
- 2004 – Kerstin Thorvall
- 2005 – Anders Öhman och Magnus Nilsson
- 2006 – Göran Palm och Bodil Malmsten
- 2007 – Gunnar Balgård
- 2008 – Åsa Linderborg
- 2009 – Lars Andersson
- 2010 – Kristian Lundberg
- 2011 – Margareta Wersäll
- 2012 – Kerstin Ekman
- 2013 – Johannes Anyuru
- 2014 – Ebba Witt-Brattström
- 2022 – Andrzej Tichý[2]